# Andisol

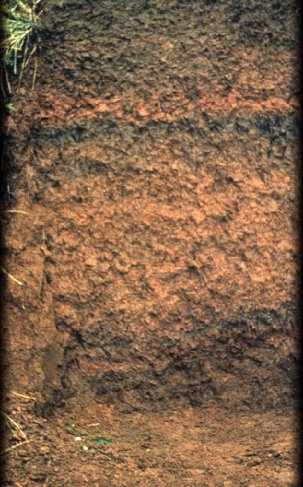
Profil d'un andosol

Un Andosol (暗土, ANDO, litt. « sol sombre ») (ou Andisol selon la Taxonomie des sols de l'USDA), est un solum humifère issu de matériaux volcaniques pyroclastiques ou basaltiques peu évolué.
Ce sol est présent sur 0.03% du territoire métropolitain français notamment en Auvergne et couvre 100 millions d'hectares dans le monde.

## Formation
Les andosols se forment par altération de matériaux volcaniques. L'altération des matériaux volcaniques pyroclastiques récents permet la formation des vitrandosols, sols très jeunes, à base de verres volcaniques et des silandosols, riches en minéraux paracristallins, dont l’allophane, et en humus.
L'altération des matériaux volcaniques compacts permet la formation des aluandosols, induisant des complexes organominéraux stables saturés en aluminium et des conditions oligotrophes et acides, mais nécessitant un climat tempéré humide à plus de 700 m d’altitude.

## Profil
La séquence d’horizons d'un andosol peut être très complexe, qualifiée de «polylithique», lorsque l'altération différenciée des horizons s'effectue en fonction des différences de texture, de durée d’altération ou de nature, siliceuse ou basique, des dépôts, ou de «polygénétique», lorsque le processus d'altération est interrompu par un second cycle éruptif.
Cinq horizons sont toutefois caractéristiques des andosols : Avi, And et Snd, Alu et Slu.
- Horizons organiques,
- L'horizon A, situé sous les horizons organiques,
  - Avi (vitrique), à 60% de verre, 0% < teneur en carbone organique < 25%, de texture sableuse ;
  - And (silandique), riche en acides humiques, 3% < teneur en carbone organique < 25%, de texture limoneuse, pH > 4,5 ;
  - Alu (aluandique), riche en acides humiques, 3% < teneur en carbone organique < 25%, de texture limoneuse, pH < 4,5 ;
- L'horizon S, horizon d’altération des minéraux primaires,
  - Snd (silandique) (0.6% < teneur en carbone organique < 3%, de texture limoneuse, pH > 5) ;
  - Slu (aluandique) (0.6% < teneur en carbone organique < 3%, de texture limoneuse, pH < 5) ;
- La roche mère.

## Qualités agronomiques
Par son origine volcanique, l'aluandosol est riche en silicate d'aluminium amorphe (non-cristallisé), l'ion Al3+ combiné avec la matière organique forme un complexe stable qui bloque son évolution (allophane). C'est un sol très fertile. De plus, si le matériau originel est meuble et très poreux, il présente alors des conditions favorables à l'enracinement, une bonne réserve hydrique, et se travaille très bien.